# La verdad de Agamenón
La verdad de Agamenón, subtitulado Crónicas, artículos y un cuento, es el tercer libro de crónicas del escritor español Javier Cercas, publicado en abril de 2006 por Tusquets Editores.
Corresponde a una recopilación de 46 textos escritos entre 1998 y 2006, en su mayoría en el periódico El País, que finalizan con un cuento que da el nombre al libro, publicado previamente en 2002.

## Estructura
| «La verdad es la verdad, dígala Agamenón o su porquero. Agamenón: -Conforme. El porquero: -No me convence.» —Antonio Machado, Juan de Mairena (sentencias, donaires, apuntes y recuerdos de un profesor apócrifo). Epígrafe del libro. |

Las crónicas del libro están precedidas por un prólogo escrito por el propio Javier Cercas, donde se refiere a la unidad de los textos y la ausencia de otros por diversos motivos. También en él aporta varias justificaciones que lo llevaron a crear la obra: una inevitable dosis de presunción; la sensación de cierre de un proceso de reescritura, que sin la publicación no acabaría nunca; su placer por los libros semejantes a éste; atender a los deseos de Felipe Ortega, Jordi Gracia, entre otros amigos; seleccionar, corregir y ordenar textos ya escritos anteriormente, como una «especie de experimento de uno mismo», que a fin de cuentas es hacer literatura.
Si bien todos los textos tienen algún tinte autobiográfico, las 46 crónicas se dividen en las cuatro secciones siguientes:
1. «Autobiografías»: acerca de testimonios de viajes, situaciones o sensaciones personales.
2. «Cartas de batalla»: «textos de carácter vindicativo», no sólo en temas literarios sino también políticos.
3. «Nuevos relatos reales»: remanentes de las crónicas de su anterior libro de crónicas, Relatos reales, publicadas en la sección La crónica de El País.
4. «Los contemporáneos»: acerca de escritores con cuyas obras mantiene un diálogo permanente.

El título del libro proviene de un texto de Antonio Machado, puesto en boca de su  heterónimo Juan de Mairena, incluido como epígrafe. Pese a tener varias interpretaciones posibles, en el prólogo Cercas aclara que optó por ella con la intención de que el libro sea una suerte de porquero, que se rebela frente a la verdad arrogante y solemne impuesta por Agamenón, quien representa el poder imperante.

## Contenido

### Autobiografías
| Título                           | Argumento | Procedencia       |
| -------------------------------- | --- | ----------------- |
| «La canción de Tijuana»          | Invitado por el Centro Cultural Tijuana (CECUT) y acompañado por el escritor Luis Humberto Crosthwaite y el artista visual Sal V. Ricalde, Cercas recorre Tijuana en su primer viaje a México, que considera en varios aspectos superior a la engreída España. Luego de ver el muro fronterizo que divide la playa con San Diego (California), en la cual han muerto más de cinco mil personas en cinco años intentando cruzarla, y tras visitar el «barrio de tolerancia» de La Coahuila, concluye que Tijuana debe ser al mismo tiempo como el infierno y el paraíso. | [ procedencia 1 ] |
| «La tragedia y el tiempo»        | Sobre el fallido golpe de Estado en España del 23 de febrero de 1981, mientras era un joven universitario. La elaboración de este artículo motivó a Cercas a escribir años más tarde Anatomía de un instante. | [ procedencia 2 ] |
| «Un paseo por el lado salvaje»   | Sobre el pintor figurativo Ronald Kitaj, muy literario y erróneamente llamado artista pop, que a Cercas le gusta mucho, al contrario de a los abstractos. En particular se refiere a su cuadro El griego de Esmirna (Nicos), donde el pintor retrata a su amigo Nikos Stangos inspirado en el poeta griego Kavafis, quien escribe acerca de los burdeles en el puerto de Alejandría. Stangos es un griego, crítico de arte y traductor del mismo Kavafis al inglés. En el cuadro Kitaj también se autorretrata como un personaje miserable.</ref> | [ procedencia 3 ] |
| «La banda de los cinco»          | Aludiendo a la frase «la banda de los cuatro» de César Aira, referida a sus escasos lectores, Cercas también reconoce que antes de escribir Soldados de Salamina lo leían muy poco, y que tanto del éxito como del fracaso ha aprendido mucho. Tras publicar su exitosa novela, Arturo Fontaine le contó una historia similar a la de su personaje Rafael Sánchez Mazas, en la que un militar le perdonó la vida a un miembro de la guardia personal de Salvador Allende, detenido durante el Golpe de Estado en Chile de 1973. Asimismo, un mexicano le contó una historia de Namiquipa, donde en 1990 presenció a su suegro catalán, republicano, pedirle a su vecino franquista desde su lecho de muerte que le cantara Suspiros de España, pasodoble que juega un rol importante en la obra. | [ procedencia 4 ] |
| «Volver a casa»                  | Sobre su pequeño pueblo natal Ibahernando, cada vez menos poblado, perteneciente a Extremadura, que vivió durante muchos años desamparada. Sobre los locales de entonces, la noción en su niñez de que Trujillo y Cáceres eran ciudades inmensas a su lado, y la imposibilidad de regresar a cómo era cuando nació, pese a regresar cada año. | [ procedencia 5 ] |
| «Escribir con un viento salvaje» | Tras alcanzar el éxito, Cercas declara que un escritor debe continuar escribiendo del mismo modo que antes. Toda novela es autobiográfica, pero además debe ser catártica, una forma de salvación, de seguir viviendo. Sobre el cinismo de huir del éxito, que es una bendición, pero al mismo tiempo una catástrofe (como supieron Tennessee Williams y F. Scott Fitzgerald). | [ procedencia 6 ] |

### Cartas de batalla

#### I. Por la literatura
| Título                                                   | Argumento | Procedencia        |
| -------------------------------------------------------- | --- | ------------------ |
| «La dignidad de la novela»                               | Discrepancias con el artículo «¿Vivir o leer novelas?» (El País, 5 de julio de 2001) de Vicente Verdú, que habla de una degradación del género novelesco. Cercas dice que el problema sería en todo caso de los novelistas, nunca del género, el cual en muchos países goza de excelente salud.                | [ procedencia 7 ]  |
| «Sobre el arte de la novela (Respuesta a Félix de Azúa)» | Discrepancia con Félix de Azúa en su artículo «Carta a Javier Cercas» (Letras Libres, n.º 8, mayo de 2002) donde dice que debemos distinguir entre novela referencial o autorreferencial, es decir, de historia o de discurso. Para Cercas, tal distinción es innecesaria y errónea.                           | [ procedencia 8 ]  |
| «¿Quieres hacer el favor de callarte, por favor?»        | Sobre la importancia y riqueza de los silencios y del callar a tiempo en la literatura, el cine, y quizás hasta en la vida misma. | [ procedencia 9 ]  |
| «Elogio del aficionado»                                  | Sobre el ensayo Jorge Manrique o tradición y originalidad, de Pedro Salinas, que destaca la tradición y novedad de las coplas del poeta Jorge Manrique. Cercas lo leyó a los dieciocho años, y un joven profesor de literatura, hoy catedrático ilustre, trató a Salinas no de hispanista, sino de aficionado. | [ procedencia 10 ] |
| «Sobre las desventajas de no atender en la escuela»      | Aclaraciones sobre el término «relato real» acuñado en su libro Relatos reales, en respuesta a una pregunta de Fernando Valls —director de Quimera— y en reproche al periodista Arcadi Espada. | [ procedencia 11 ] |
| «La droga más dura»                                      | En tono sarcástico, Cercas «coincide» con la intención de la Generalidad de Cataluña de no dar lecturas obligatorias en los colegios, afirmando que la literatura es la peor de las drogas. | [ procedencia 12 ] |

#### II. Por la realidad
| Título                                               | Argumento | Procedencia        |
| ---------------------------------------------------- | --- | ------------------ |
| «El intelectual en la piscina»                       | Sobre la proliferación de nuevos intelectuales irresponsables que, a diferencia de los filósofos, no controlan sus pasiones. | [ procedencia 13 ] |
| «El pasado imposible»                                | Sobe la amnesia en España acerca de la dictadura de Francisco Franco y la posguerra. Da como ejemplo el que algunos periodistas se refieran a la novela La familia de Pascual Duarte, de Camilo José Cela, como antifranquista, siendo esto una falsedad. | [ procedencia 14 ] |
| «Las raíces del presente»                            | Elogios al objetivo libro La resistencia silenciosa de Jordi Gracia, acerca de la resistencia de algunos intelectuales más liberales durante el franquismo, de intelectuales fascistas luego reconvertidos en antifranquistas, y de intelectuales educados durante el franquismo, que acabaron decepcionados del régimen. | [ procedencia 15 ] |
| «Cómo acabar de una vez por todas con el franquismo» | Sobre un sutil e inusual desacuerdo con el artículo «La huella del régimen» (El País, 20 de noviembre de 2005) de Javier Pradera, donde éste presenta una reticencia a la expresión «pacto de olvido», usada para referirse al periodo de Transición Española. Sobre la necesidad de consensuar una versión oficial que presente al bando sublevado como el ganador, malvado y equivocado de la Guerra Civil Española, y de hacer justicia, ahora que todavía siguen vivos miembros del bando republicano.                              | [ procedencia 16 ] |
| «¿Tenía razón Tejero?»                               | Respuesta crítica al artículo «¿La historia interminable?» (El País, 21 de enero de 2006) de José Ignacio Wert, quien critica a Cercas sobre su artículo de arriba, por decir que la Segunda República era un «régimen democrático mejorable». Cercas aquí mantiene que efectivamente era mejorable, como cualquier sistema democrático, y que de lo contrario cualquier intento de Golpe de Estado —como el de 1981 encabezado por Antonio Tejero— podría justificarse en el hecho de que el sistema que lo antecede era insostenible. | [ procedencia 17 ] |
| «La falsificación de la historia»                    | Sobre errores y mentiras escritas por Gregorio Morán en artículo «Soldadito de plomo en Salamina» (La Vanguardia, 29 de marzo de 2003), donde busca rebatir sin argumentos la novela de Cercas Soldados de Salamina, para defender su propio ensayo donde afirma algunas falsedades acerca de Rafael Sánchez Mazas. | [ procedencia 18 ] |
| «Sobre el nacionalismo (más o menos)»                | Crítica al artículo «Nacionalistas» (El País, 23 de octubre de 1998) de Joan B. Culla. Cercas distingue entre el nacionalismo, que es un tema pasional, de independentismo, que es un tema político, apenas discutido, donde aun espera que se den argumentos sobre las ventajas y desventajas de que Cataluña o el País Vasco se independicen de España. | [ procedencia 19 ] |
| «Una discusión posible»                              | Respuesta a la respuesta de Joan B. Culla al artículo de arriba, a través del artículo de éste «Caricaturiza, que algo queda» (El País, 6 de septiembre de 1998). Cercas le pide argumentos, respuestas a sus preguntas anteriores no respondidas, y vuelve a afirmar su rechazo al nacionalismo —al que Culla adhiere—, diciendo que está abierto a ser independentista si le demuestran que esto le conviene a los catalanes para vivir mejor.                                                                                        | [ procedencia 20 ] |
| «Invenciones diabólicas»                             | Sobre cómo actualmente se critica a la televisión como degradación de la cultura, de modo parecido a como se criticó la invención de la imprenta o de la escritura. Pero así como hay libros malos y buenos, también hay televisión buena y mala, y no por ello es mala en sí misma. | [ procedencia 21 ] |
| «Muera la muerte»                                    | Cercas se muestra de acuerdo con el rector de la Universidad de Gerona, Josep Maria Nadal, al reprochar a los jóvenes nacionalistas —catalanes, vascos, irlandeses— que se manifestaron irrespetuosamente durante la muerte del teniente coronel Pedro Antonio Blanco, en manos de la ETA. Hace una analogía de Nadal con el reproche de Miguel de Unamuno, como rector de la Universidad de Salamanca el 12 de octubre de 1936, al sanguinario maestro de Franco, Millán Astray, más otros falangistas.                                | [ procedencia 22 ] |

### Nuevos relatos reales
| Título                                  | Argumento | Procedencia        |
| --------------------------------------- | --- | ------------------ |
| «La edad de oro»                        | Sobre el cineasta Luis Buñuel en su centenario, de su exilio en México y su amistad con el poeta Agustín de Foxá, quien se volvió falangista y a quien no vio nunca más después de la guerra civil. | [ procedencia 23 ] |
| «La diligencia»                         | En un día familiar con su esposa y su hijo, Cercas extravía sus regalos de Reyes Magos en un Renfe que llegó con retraso. Esto, sumado a lo repleto del ferrocarril de regreso, lo incitan a presentar un reclamo, pero finalmente los ánimos acaban por apagarse, como en otras ocasiones. | [ procedencia 24 ] |
| «Los 22 años de la 22»                  | Sobre la Llibreria 22, una librería de Gerona fundada por el izquierdista y activo gestor cultural Guillem Terribas, en su vigésimo segundo aniversario, menos celebrado que el décimo, y ya aparentemente condenada a desaparecer. | [ procedencia 25 ] |
| «Gonzalo Suárez: doble contra sencillo» | Sobre el adelantado y «escindido» escritor, periodista y director de cine Gonzalo Suárez, el estreno de su película El portero y el lanzamiento de su novela Yo, ellas y el otro. | [ procedencia 26 ] |
| «Lo que hay que tener»                  | Sobre la apertura de la librería Casa del Libro en el paseo de Gracia de Barcelona, cuya área literaria está dirigida por Felipe Ortega, gran librero y gestor que comenzó en la Llibreria 22 de Gerona, junto con Guillem Terribas. | [ procedencia 27 ] |
| «Compasión para los escritores»         | Sobre las ferias de libros, el ninguneo hacia él por parte de los visitantes y su envidia —en tono de broma— hacia los exitosos Vargas Llosa y Vila-Matas, más visitados que él. | [ procedencia 28 ] |
| «Paella sin arroz»                      | Cercas huye a Francia planeando alejase, en vano, de las noticias acerca de las Elecciones generales de España de 2000, en las que el PP José María Aznar acaba de arrasar. | [ procedencia 29 ] |
| «Vindicación del gamberro»              | Sobre las diferencias entre el deporte, que busca la satisfacción, y el juego, que busca la felicidad; y de cómo cuando niños solo nos interesa jugar, como a los gamberros, pero de adultos perdemos este interés, salvo casos excepcionales. | [ procedencia 30 ] |
| «Los héroes»                            | Pese a sus primeras reticencias, Cercas pasa con su esposa, hijo y algunos amigos una agradable tarde en el campo, en el Santuari dels Àngels, con niños de la escuela pública Annexa y sus padres. Reivindica a los verdaderos héroes, aquellos profesores y colaboradores que prestan ayuda desinteresada a proyectos educativos. | [ procedencia 31 ] |
| «La rebelión de las mesas»              | Sobre los placeres de la buena mesa y el buen beber, y el lanzamiento del libro Vinos de España de Julian Jeffs organizado por Tusquets Editores con abundancia de vinos y enólogos. | [ procedencia 32 ] |
| «Maleta completo»                       | Cercas recuerda las competiciones que realizaba con sus amigos de la niñez, donde premiaban al Atleta Completo, y al peor atleta, con el título de Maleta Completo. Él ostentó este último en dos ocasiones, y visto en perspectiva, reflexiona que salvo contadas excepciones, todos somos maletas completos. | [ procedencia 33 ] |
| «La Devesa recobrada»                   | Sobre la recuperación en veinte años La Devesa, en Gerona, el parque urbano más grande de Cataluña, que Eugenio d'Ors describe en su libro La Devesa, paradís perdut como un paraíso terrenal. Isabel Salamanya, concejala de medio ambiente del Ayuntamiento de Gerona, lo lleva allí y luego a los barrios marginales, cuyos habitantes fueron trasladados desde La Devesa. | [ procedencia 34 ] |
| «Los Vitini»                            | Sobre los hermanos Mariano, Luis y José Vitini, que lucharon en la Guerra Civil Española por el bando republicano. Mariano aparece apoyado al caballo en la famosa fotografía Guardias de asalto en la calle Diputación (19 de julio de 1936) de Agustí Centelles. Su hija Manuela le muestra a Cercas fotografías y documentos de ellos. Mariano murió en 1983; los otros dos antes, pues huyeron a Francia y continuaron luchando. Sobre Luis, el menor, se sabe menos, pero de José habla Andrés Trapiello en su libro La noche de los cuatro caminos. | [ procedencia 35 ] |

### Los contemporáneos
| Título                              | Argumento | Procedencia        |
| ----------------------------------- | --- | ------------------ |
| «Un malentendido»                   | Cercas agradece el acercamiento entre la literatura española y latinoamericana en los últimos cuarenta años, siendo la segunda superior a la primera en el último siglo. Breve reseña de La aventura de un fotógrafo en La Plata, de Bioy Casares, una sencilla novela que le encanta y que toca la temática central de su autor: «el malentendido esencial de la existencia».                                                                            | [ procedencia 36 ] |
| «Entrar en Borges»                  | Sobre Jorge Luis Borges, quizás el mejor escritor en castellano desde Quevedo, y seguramente el fundador de la literatura posmoderna. Acerca de su primera obra narrativa, Historia universal de la infamia. | [ procedencia 37 ] |
| «La melancolía de King Kong»        | Sobre la relevancia de Fernando Savater, su prosa saludable y rebosante de vida. Breve reseña de su último libro, Mira por dónde: Autobiografía razonada. | [ procedencia 38 ] |
| «Vila-Matas contra el infantilismo» | Sobre Bartleby y compañía de Enrique Vila-Matas, un libro divertido, inteligente e importante, que esencialmente habla acerca «de la posibilidad misma de la escritura». | [ procedencia 39 ] |
| «Llanto por un guerrero»            | Necrología a poco más de dos meses del fallecimiento de Roberto Bolaño, a quien conoció a los dieciocho años y fue quien lo animó a escribir Soldados de Salamina. Sobre la valentía de Bolaño como escritor, quien desde que supo de su enfermedad en 1992, comenzó a escribir como si ya estuviera muerto. | [ procedencia 40 ] |
| «Contra la costumbre»               | Sobre la indispensable literatura periodística de Juan José Millás, autor de la antología de artículos Articuentos y de la novela El desorden de tu nombre. | [ procedencia 41 ] |
| «Monzó»                             | Sobre el libro Ochenta y seis cuentos del catalán Quim Monzó, traducido al castellano por Cercas. Sobre cómo conoció al autor hace años, en un antiguo bar de la plaza de Sarrià, en Barcelona. | [ procedencia 42 ] |
| «Los artículos del paseante»        | Sobre los ensayos de Joan Fuster, un «paseante» y «provocador», con una escritura ahora anticuada, injusta, arbitraria y dogmática, pero interesante. | [ procedencia 43 ] |
| «Un señor de Valencia»              | Sobre el libro de crónicas Cartes d'aprop de su amigo Enric Sòria, un poeta modesto, civilizado y sin pretensiones, tan bueno como su poesía; un patriota valenciano cosmopolita, un hombre libre, que en su libro toca variados temas, especialmente acerca de poesía y de sus amistades. | [ procedencia 44 ] |
| «El arte de la traición»            | Sobre el, en su opinión, inmejorable guion de la película Soldados de Salamina, de David Trueba, basada en la novela homónima de Cercas. De su capacidad de traducir lo expresamente literario a un lenguaje cinematográfico. | [ procedencia 45 ] |
| «Literatura»                        | Sobre el destacado filólogo Francisco Rico, erudito especializado en la Edad Media y el Siglo de Oro, quien también gusta de la literatura actual y que fue su profesor en la UAB. Sobre la afirmación de Rico de que un libro no hay que interpretarlo exclusivamente en su contexto, pues hay tantas interpretaciones como lectores. Declara que a Rico hay que leerlo por el mero placer de leer, y que su biografía y autobiografía son inseparables. | [ procedencia 46 ] |

### Un cuento (A modo de epílogo)
| Título                  | Argumento | Procedencia        |
| ----------------------- | --- | ------------------ |
| «La verdad de Agamenón» | Javier Cercas le cuenta al narrador —de identidad desconocida para el lector— cómo se contactó con él un granadino llamado igual que él, con semejantes aficiones literarias y una edad parecida. Cercas, que ya goza del éxito por la publicación de Soldados de Salamina, pero está alejado de su familia y amigos, decide viajar a Granada y reunirse con su tocayo. Para su sorpresa, éste resulta ser físicamente idéntico a él. Como tampoco pasa por un buen momento, tras varias copas de whisky, Cercas-escritor le propone cambiar roles, asumiendo cada uno la vida del otro. Éste acepta al día siguiente, y luego de contarse mutuamente durante cuatro días sus vidas, intercambian llaves y con ello sus vidas. Pasan los meses y ambos se habitúan rápidamente a la vida del otro, pero el granadino incluso consigue reemplazar al otro en su faceta de escritor, publicando La velocidad de la luz, una novela que alcanza aún más reconocimiento que Soldados de Salamina. El primer Cercas-escritor entonces decide regresar a su vida original, pero ante la negativa del otro, no encuentra más remedio que asesinarlo. | [ procedencia 47 ] |

### Procedencias
1. ↑  El País Semanal, 17 de agosto de 2003.
2. ↑  La Repubblica, 6 de noviembre de 2005.
3. ↑  En AA VV, El cuadro del mes, Madrid, 2003, Museo Thyssen-Bornemisza, pp. 149-164.
4. ↑  El País Semanal, 6 de enero de 2002.
5. ↑  El País Semanal, 12 de agosto de 2001.
6. ↑  El País, 6 de marzo de 2005.
7. ↑  El País, Babelia, 18 de agosto de 2001.
8. ↑  Letras Libres, julio de 2002.
9. ↑  Con el título «Saber callar a tiempo», El País, Cataluña, 12 de enero de 2000.
10. ↑  El País, Babelia, 15 de noviembre de 2003.
11. ↑  Quimera, n.º 663-264, noviembre de 2005, pp. 91-93.
12. ↑  Cercas, Javier (16 de mayo de 2000). «La droga más dura». Ediciones EL PAÍS, S.L. Consultado el 15 de diciembre de 2013. «La noticia saltó hace unos días a la primera página de los periódicos: la Generalitat va a permitir que parte de nuestros bachilleres llegue a la Universidad sin haber leído ni una sola obra literaria.»
13. ↑  El País Semanal, 18 de abril de 2004.
14. ↑  El País, 22 de abril de 2002 (ver).
15. ↑  Claves de Razón Práctica, n.º 144, julio/agosto de 2004, pp. 56-59. Una primera versión fue leída el 6 de julio de 2004 como presentación de La resistencia silenciosa de Jordi Gracia, en el Círculo de Bellas Artes de Madrid.
16. ↑  El País, 26 de noviembre de 2005 (ver).
17. ↑  El País, 26 de enero de 2006 (ver).
18. ↑  La Vanguardia, 5 de abril de 2003.
19. ↑  El País, Cataluña, 28 de octubre de 1998 (ver).
20. ↑  El País, Cataluña, 14 de noviembre de 1998.
21. ↑  Las victorias de la ATV, Madrid, Academia de las Ciencias y las Artes de Televisión, 2003, pp. 31-33.
22. ↑  El País, Cataluña, 4 de febrero de 2000 (ver).
23. ↑  El País, Cataluña, 2 de diciembre de 2000 (ver).
24. ↑  El País, Cataluña, 16 de enero de 2001.
25. ↑  El País, Cataluña, 23 de octubre de 2000 (ver).
26. ↑  El País, Cataluña, 22 de noviembre de 2000 (ver).
27. ↑  El País, Cataluña, 7 de marzo de 2000 (ver).
28. ↑  El País, Cataluña, 26 de abril de 2000 (ver).
29. ↑  El País, Cataluña, 21 de marzo de 2001.
30. ↑  El País, Cataluña, 28 de junio de 2000.
31. ↑  El País, Cataluña, 15 de junio de 2000.
32. ↑  El País, Cataluña, 12 de julio de 2000 (ver).
33. ↑  El País, 20 de agosto de 2004 (ver).
34. ↑  El País, Cataluña, 14 de agosto de 2000 (ver).
35. ↑  El País, Cataluña, 17 de julio de 2001 (ver).
36. ↑  Abc cultural, 13 de enero de 2001.
37. ↑  Con el título «El mejor artífice», El País, 2 de enero de 2002 (ver).
38. ↑  El País Semanal, 4 de mayo de 2005.
39. ↑  El País, Cataluña, 4 de marzo de 2003.
40. ↑  El País Semanal, 21 de septiembre de 2003.
41. ↑  El País, Cataluña, 16 de junio de 2001.
42. ↑  El País, Cataluña, 2 de junio de 2001.
43. ↑  El País, Babelia, septiembre de 2000.
44. ↑  Prólogo a Enric Sòria, Cartes d'aprop, Mallorca, Editorial Moll, en prensa.
45. ↑  Prólogo a David Trueba, Soldados de Salamina, Madrid, Plot Ediciones, 2003, pp. V-IX.
46. ↑  En AA VV, Francisco Rico, Valladolid, Editora Provincial de Valladolid, 2002, pp. 9-17.
47. ↑  Con el título «La verdad», Sibila, n.º 9, abril de 2002, pp. 3-9.